# Alberto Cova
Alberto Cova (Inverigo, 1 de dezembro de 1958) é um antigo atleta italiano, vencedor da prova de 10000 metros dos Jogos Olímpicos de Verão de 1984.
Ficou famoso pelo seu sprint final, obtendo vantagem nas corridas marcadas por um ritmo lento. Foi dessa forma que conseguiu os seus dois principais títulos de campeão olímpico e mundial.